# PERIOD. BEST 〜オトナニナルンダカラ〜
『PERIOD. BEST 〜オトナニナルンダカラ〜』は、2017年10月25日にavex traxから発売された東京女子流のミニアルバム。『PERIOD. BEST 〜キメテイイヨワタシノコト〜』と2枚同時発売。
1st/2ndアルバムの松井寛中心の楽曲を2017年現在の成長したボーカルで再録したCDと、アーティスト宣言以降に発表した楽曲のミュージックビデオを収録したDVDのセットとなっている。

## CD収録曲
1. キラリ☆ (=TGS01)
1stシングルに収録。再録。
2. 鼓動の秘密 (=TGS04)
6thシングルに収録。再録。
3. ヒマワリと星屑 (=TGS05)
4thシングルに収録。再録。
4. きっと　忘れない、、、 (=TGS07)
4thシングルに収録。再録。
5. サヨナラ、ありがとう。 (=TGS08)
6thシングルに収録。再録。
6. Limited addiction (=TGS13)
7thシングルに収録。再録。
7. illusion (=TGS51)
23rdシングルに収録。
8. 雨と雫 (=TGS60、新曲)
作詞：川之上智子 / 作曲：中谷信行 / 編曲：Nobuyuki Shimizu

## DVD収録内容
1. 純白の約束 (=TGS52)
5thアルバムに収録。
2. リフレクション (=TGS55)
5thアルバムに収録。
3. 深海 -Hi-ra Mix- (=TGS59)
20thシングルに収録。
4. ミルフィーユ "Version Cute" (=TGS61)
21stシングルに収録。
5. ミルフィーユ "Version Cool"
6. predawn (=TGS63)
22ndシングルに収録。
7. water lily ～睡蓮～ (=TGS66)
23rdシングルに収録。
8. Special Movie -ONE DAY- 前編